# D.B. Woodside
David Bryan Woodside (występujący jako D.B. Woodside, ur. 25 lipca 1969 w Nowym Jorku) – amerykański aktor telewizyjny i filmowy, najszerzej znany z ról w serialach Lucyfer, Buffy: Postrach wampirów. W garniturach oraz 24 godziny.  

## Kariera
Zadebiutował w telewizji w 1996 roku w serialu prawniczym Murder One, wystąpił w 18 odcinkach w drugim sezonie tej produkcji, a także w powiązanym z nią sześcioodcinkowym miniserialu Murder One: Diary of a Serial Killer. W 2000 zagrał niewielką rolę w filmie Romeo musi umrzeć, debiucie reżyserskim Andrzeja Bartkowiaka. W 2001 pojawił się gościnnie w sześciu odcinkach serialu kryminalnego Babski oddział. W latach 2002−2003 pojawiał się regularnie w serialu Buffy: Postrach wampirów, gdzie w siódmym sezonie wcielał się w postać dyrektora szkoły. W latach 2003–2004 i ponownie 2006–2007 należał do obsady serialu 24 godziny, gdzie grał fikcyjnego prezydenta Stanów Zjednoczonych Wayne’a Palmera. 
W latach 2010–2011 wystąpił w dziewięciu odcinkach serialu Hellcats, zaś od 2011 do 2012 grał gościnnie w serialu Parenthood. W latach 2011–2015 należał do głównej obsady serialu Single Ladies. Od 2014 do 2018 występował w serialu W garniturach. W 2016 znalazł się w głównej obsadzie serialu Lucyfer, gdzie gra ziemskie wcielenie anioła Amenadiela.  W 2019 wystąpił w zamkniętym po jednym sezonie serialu Pearson. 

## Życie prywatne
Woodside ma córkę Dakotę (ur. 2009), będącą owocem zakończonego już związku z aktorką Golden Brooks. 